# Murad Bazarov
Murad Bazarov (6 de agosto de 1994) es un deportista azerbaiyano que compite en lucha grecorromana. Ganó una medalla de bronce en el Campeonato Europeo de Lucha de 2020, en la categoría de 60 kg.

## Palmarés internacional
| Campeonato Europeo | Campeonato Europeo | Campeonato Europeo | Campeonato Europeo |
| Año                | Lugar              | Medalla            | Categoría          |
| ------------------ | ------------------ | ------------------ | ------------------ |
| 2020               | Roma (Italia)      | Medalla de bronce  | 60 kg              |